# Peterskirche (Lublin)

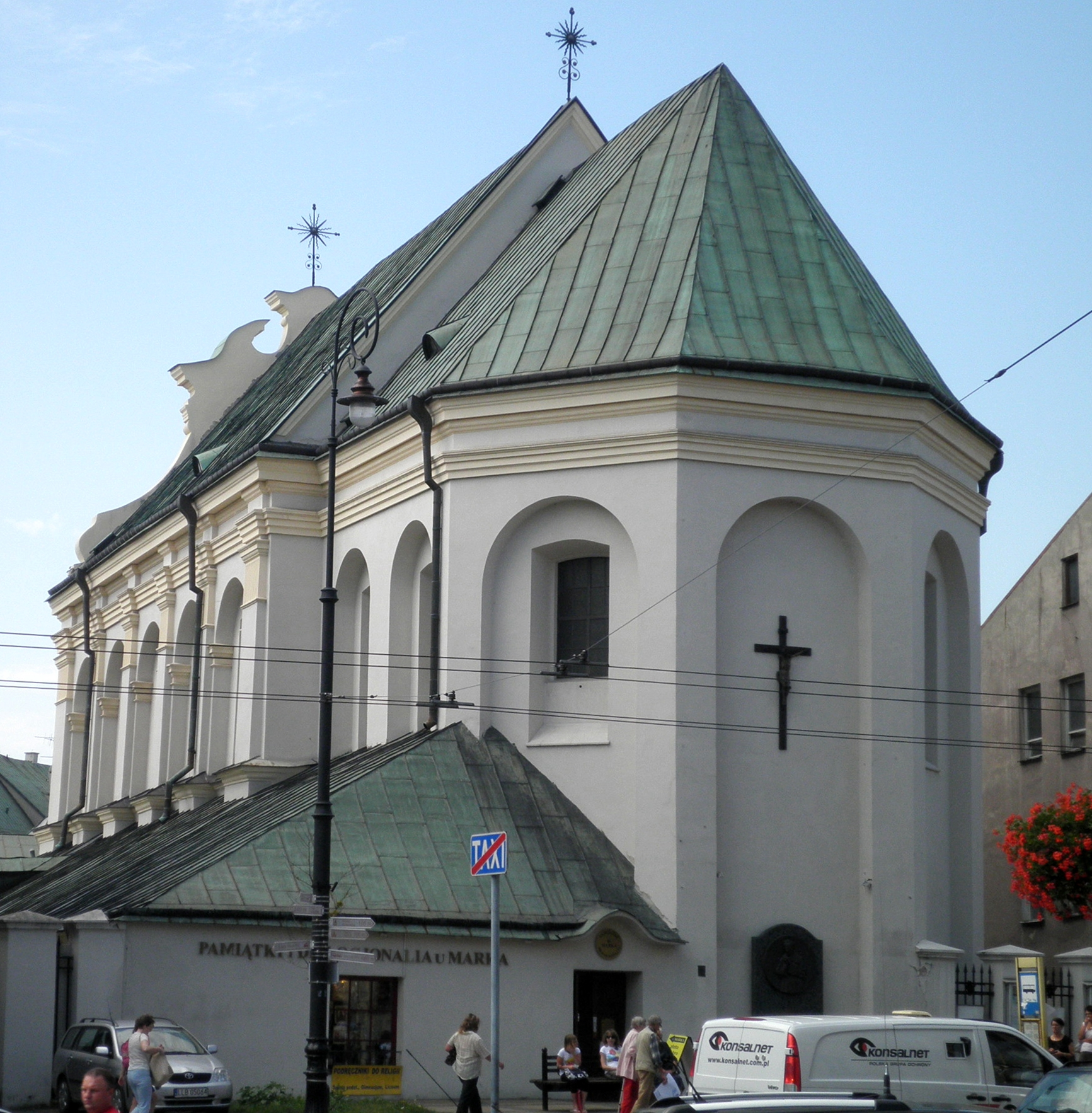
Peterskirche Lublin, Chor

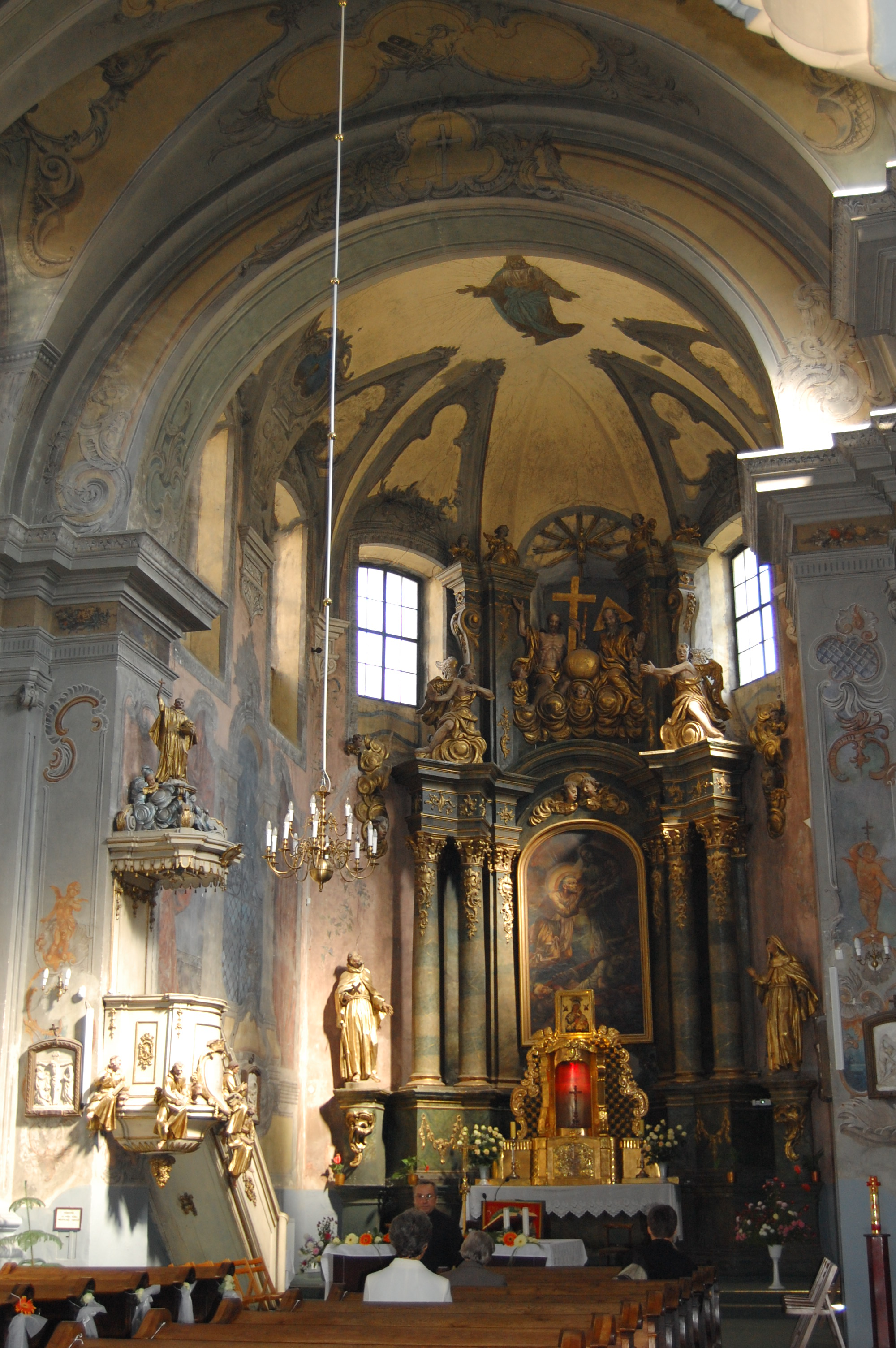
Altarraum

Die Peterskirche (polnisch Kościół św. Piotra Apostoła) in Lublin ist eine römisch-katholische Kirche vor den Toren der Altstadtmauer am Krakauer Tor. 

## Geschichte
Die Kirche wurde in der ersten Hälfte des 17. Jahrhunderts im Stil der Lubliner Renaissance mit dem dazu gehörenden Kloster der Bernhardiner erbaut. Nach dem Brand von 1768 wurde sie bis 1780 barockisiert. Die neobarocken Fresken von 1899 stammen von Władysław Barwicki. Von 1920 bis 2015 gehörte die Kirche zur örtlichen Niederlassung der  Jesuiten. Seit 2015 ist sie eine Pfarrkirche.